# Repas dans l'inquiétude
Le Repas dans l'inquiétude est un passage de l'Ancien Testament, dans le livre d'Ézechiel, qui parle du courroux de YHWH et de sa justice.

## Texte
Livre d'Ézechiel, chapitre 12, versets 18 à 20:
« Fils de l'homme, tu mangeras ton pain avec tremblement, Tu boiras ton eau avec inquiétude et angoisse. Dis au peuple du pays: Ainsi parle le Seigneur, l'Éternel, Sur les habitants de Jérusalem dans la terre d'Israël! Ils mangeront leur pain avec angoisse, Et ils boiront leur eau avec épouvante; Car leur pays sera dépouillé de tout ce qu'il contient, à cause de la violence de tous ceux qui l'habitent. Les villes peuplées seront détruites, Et le pays sera ravagé. Et vous saurez que je suis l'Éternel. »
Traduction d'après la Bible Louis Segond.